# Grand Prix Jef Scherens 2013
La 47e édition du Grand Prix Jef Scherens a eu lieu le 15 septembre 2013. Elle a été remportée par le Belge Bert De Backer.

## Classement final
Bert De Backer remporte la course en parcourant les 197,8 km en 4 h 45 min 33 s, à la vitesse moyenne de 41,680 km/h ; 184 coureurs ont pris le départ.
| \| Classement général \| Classement général \| Classement général \| Classement général \| Classement général \| \| Coureur \| Coureur \| Pays \| Équipe \| Temps \| \| ------------------ \| ------------------ \| ------------------ \| --------------------------- \| ------------------ \| \| 1er \| Bert De Backer \| Belgique \| Argos-Shimano \| 4 h 45 min 33 s \| \| 2e \| Sep Vanmarcke \| Belgique \| Belkin \| + 0 s \| \| 3e \| Jasper Stuyven \| Belgique \| Belgique \| + 3 s \| \| 4e \| Marcel Sieberg \| Allemagne \| Lotto-Belisol \| + 11 s \| \| 5e \| Roy Curvers \| Pays-Bas \| Argos-Shimano \| + 11 s \| \| 6e \| Jurgen Van Goolen \| Belgique \| Accent Jobs-Wanty \| + 11 s \| \| 7e \| Jelle Wallays \| Belgique \| Topsport Vlaanderen-Baloise \| + 11 s \| \| 8e \| Gaëtan Bille \| Belgique \| Lotto-Belisol \| + 15 s \| \| 9e \| André Greipel \| Allemagne \| Lotto-Belisol \| + 32 s \| \| 10e \| Tom Leezer \| Pays-Bas \| Belkin \| + 32 s \| |                   |           |                             |                 |
| |                   |           |                             |                 |
| Sources : ProCyclingStats Cycling Archives |                   |           |                             |                 |
| Classement général |                   |           |                             |                 |
| Coureur | Coureur           | Pays      | Équipe                      | Temps           |
| 1er | Bert De Backer    | Belgique  | Argos-Shimano               | 4 h 45 min 33 s |
| 2e | Sep Vanmarcke     | Belgique  | Belkin                      | + 0 s           |
| 3e | Jasper Stuyven    | Belgique  | Belgique                    | + 3 s           |
| 4e | Marcel Sieberg    | Allemagne | Lotto-Belisol               | + 11 s          |
| 5e | Roy Curvers       | Pays-Bas  | Argos-Shimano               | + 11 s          |
| 6e | Jurgen Van Goolen | Belgique  | Accent Jobs-Wanty           | + 11 s          |
| 7e | Jelle Wallays     | Belgique  | Topsport Vlaanderen-Baloise | + 11 s          |
| 8e | Gaëtan Bille      | Belgique  | Lotto-Belisol               | + 15 s          |
| 9e | André Greipel     | Allemagne | Lotto-Belisol               | + 32 s          |
| 10e | Tom Leezer        | Pays-Bas  | Belkin                      | + 32 s          |